# جورج فيلدينغ ألين
جورج فيلدينغ ألين (بالإنجليزية: George Fielding Eliot)‏ (22 يونيو 1894 - 21 أبريل 1971)؛ صحفي وروائي أمريكي.

## روابط خارجية
- جورج فيلدينغ ألين على موقع IMDb (الإنجليزية)